# Gutierrezia megalocephala
Gutierrezia megalocephala là một loài thực vật có hoa trong họ Cúc. Loài này được (Fernald) G.L.Nesom mô tả khoa học đầu tiên năm 2000.